# Elisabeth Naomi Reuter

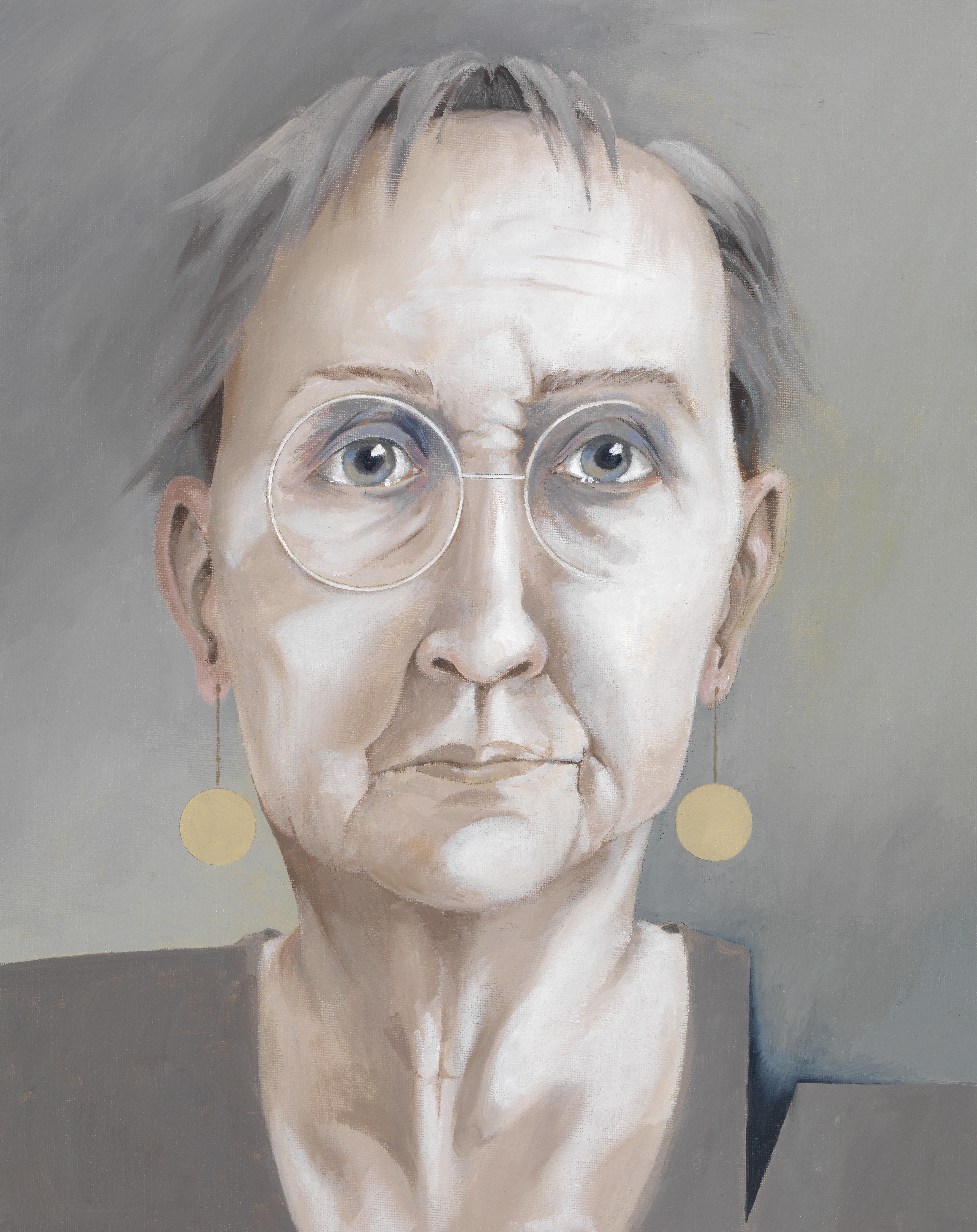
Elisabeth Naomi Reuter: Selbstbildnis
(Öl auf Canvas Board 40 × 50 cm, 2014)

Elisabeth Naomi Reuter (geboren am 4. Juli 1946 in Celle; gestorben am 8. November 2017 in Berlin) war eine deutsche Malerin, Illustratorin und Kinderbuchautorin.

## Werdegang
Elisabeth Reuter studierte Grafik und freie Malerei an der Werkkunstschule Hannover mit einem Stipendium der Stadt Hannover. Zu ihren Lehrern zählten Umbo (Otto Maximilian Umbehr), Raimund Girke sowie Friedensreich Hundertwasser. Studienreisen führten sie nach Amsterdam (Rijksmuseum), wo sie insbesondere Werke Alter Meister studierte, außerdem nach Wien und Paris.
Nach dem Studium arbeitete sie als freischaffende Künstlerin. Sie wirkte als Illustratorin für Schul- und Bilderbücher u. a. für den Schroedel Verlag, den Friedrich Verlag oder die Zeitschrift Spielen und Lernen.
Von 1974 bis 2004 lebte sie in Oldenburg. In den Jahren 1976 und 1977 war sie Tutorin für Illustration an der Carl-von-Ossietzky-Universität Oldenburg. Von 1981 bis 1985 leitete sie die „Werkstattgalerie“ in der Bergstraße in Oldenburg. Ab Mitte der 1980er Jahre war sie Mitglied der Jüdischen Gruppe in Oldenburg und 1992 Gründungsmitglied der Jüdischen Gemeinde zu Oldenburg.
Seit 2004 lebte Reuter in Berlin und arbeitete seither ausschließlich im Bereich Freier Malerei. 2015 erschien beim Berliner Verlag Hentrich & Hentrich ein Katalog zu ihrem Werk Im Mittelpunkt der Mensch. Ebenfalls 2015 eröffneten ihre Tochter Sarah Nemtsov und deren Ehemann Jascha Nemtsov in Berlin-Charlottenburg die Galerie und den Veranstaltungsraum Raum für Kunst und Diskurs, der in wechselnden Ausstellungen die Werke Reuters präsentiert.
2017 starb Elisabeth Naomi Reuter, sie ist auf dem Jüdischen Friedhof Weißensee in Berlin begraben.
2023 wurde ein digitales Archiv ihrer Werke veröffentlicht.

## Werk

### Kinderbücher
Ab 1988 entstanden von Elisabeth Naomi Reuter neben illustrierten Kinder- und Jugendbüchern auch Bilderbücher mit eigenen Texten. Zunächst erschien Judith und Lisa (Verlag Heinrich Ellermann, 1988) über eine Freundschaft eines jüdischen und eines nichtjüdischen deutschen Mädchens während der Zeit des Nationalsozialismus. Das Buch vermittelt Kindern ab sechs Jahren das Zeitgeschehen. Es war eines der ersten Bilderbücher zu diesem Thema, wurde in mehrere Sprachen übersetzt und erhielt einige Auszeichnungen (u. a. erhielt die englischsprachige Ausgabe unter dem Titel Best Friends 1994 den Preis des Children’s Book Council). Judith und Lisa ist nach wie vor in Auszügen in einigen deutschen Schulbüchern enthalten. 2024 erschien das Buch als zweisprachige und erweiterte Neuausgabe beim Verlag Hentrich&Hentrich.
Reuters Buch Christian (Verlag Heinrich Ellermann, 1989) erzählt von einem leukämiekranken Jungen und seinem Kampf gegen den Krebs. Marie und ihre Mutter (Carlsen Verlag, 1991) thematisiert Gewalt von Eltern an Kindern. Soham, eine Geschichte vom Fremdsein (Verlag Heinrich Ellermann, 1993) spricht Vorurteile, Ausgrenzung und Rassismus an und ist wie auch Reuters andere Bücher eine Anregung zum Dialog.

### Freie Malerei
Elisabeth Naomi Reuters Malerei ist der Neuen Sachlichkeit, bzw. dem Magischen Realismus zuzuordnen. Ihr besonderes Interesse gilt den von ihr sogenannten „Literaturbildern“, die sich mit Schaffen und auch mit dem Leben ausgewählter Autoren beschäftigen, darunter Franz Kafka, Bruno Schulz, Gertrud Kolmar, Edmond Jabès, Paul Celan, Thomas Mann, Virginia Woolf, Sylvia Plath, Walter Benjamin u. a. Außerdem beschäftigt es Reuter, ob und wie das Grauen der Shoa bildnerisch umsetzbar ist, etwa in ihrem Zyklus Leerstellen (2010–2015). In ihren Bildern der letzten zehn Jahre ist meist der Mensch im Fokus – ein Porträt, ein Gesicht in verschiedenen Kontexten.
Soziale Missstände werden thematisiert, häufig fehlt den Gesichtern der Mund als Zeichen für Ohnmacht und Sprachlosigkeit, dafür sind die Augen besonders ausdrucksstark. Es gibt nur wenige rein abstrakte Arbeiten. Reuter arbeitete in verschiedenen Maltechniken: Öl, Buntstift, Bleistift, Feder, Aquarell, Tempera, Acryl, Mischtechniken. Seit 2007 sind überwiegend Ölbilder und Zeichnungen entstanden, außerdem schuf sie zwischen 2012 und 2016 eine Reihe von Skulpturen aus Holzleim und anderen Materialien.

„[...] gerade darin liegt die Meisterschaft und Größe dieser Bilder. Sie ziehen uns an, sie lassen uns fühlen, dass wir ihnen recht besehen ganz nahe stehen. Sie schaffen eine ästhetische Nähe, sind unsere Welt – und damit wird klar, dass all das, was hier an Befremdlichem, an Schmerz, an Einsamkeit und Abgrund gezeigt wir, doch auch und gerade unsere eigene Welt ist. Wir gehen wie durch ein Spiegelkabinett. Die Nähe der Bilder zeigt zugleich, dass das Fremde, das Unerträgliche eben auch und gerade unsere eigene Welt ist. Und so sehr die Menschen das Leben lieben, auch wenn es schwer und oft schrecklich ist, so müssen auch wir diese Bilder lieben, wiewohl sie uns innerlich aufwühlen und befremden müssen.“

## Publikationen (Auswahl)
- Im Mittelpunkt der Mensch – Ölbilder und Zeichnungen. Verlag Hentrich & Hentrich, Berlin 2015, ISBN 978-3-95565-104-6.
- Judith und Lisa - Best friends. Verlag Hentrich & Hentrich, Leipzig 2024. Zweisprachige, erweiterte Neuausgabe, herausgegeben von Sarah Nemtsov, ISBN 978-3-95565-616-4.
- Judith und Lisa. Ellermann Verlag, München 1988, ISBN 3-7707-6291-6.
- Best friends. Yellow Brick Road Press, New York/Jerusalem 1993.
- Christian. Ellermann Verlag, München 1989, ISBN 3-7707-6297-5.
- Marie und ihre Mutter. Carlsen, Hamburg 1991, ISBN 3-551-51426-7.
- Soham, eine Geschichte vom Fremdsein. Ellermann Verlag, München 1993, ISBN 3-7707-6353-X.
- Merle ohne Mund. Roman. Ellermann Verlag, München 1996, ISBN 3-7707-3037-2.
- Gehirn-Wäsche – Macht und Willkür in der „systemischen Psychotherapie“ nach Bert Hellinger. Peter Lehmann Antipsychiatrieverlag, Berlin 2005, ISBN 3-925931-40-6.

Illustrationen zu Texten anderer Autoren
- Und er nannte ihn Max. Text: Vera Leo-Straßer u. a. Eigenverlag, Oldenburg 1978.
- Der eigensüchtige Riese. Text: Oscar Wilde. Coppenrath Verlag, Münster 1986.
- Zwerg Nase. Text: Wilhelm Hauff. Coppenrath Verlag, Münster 1987.
- Flieg mit dem blauen Wind. Text: Christa Kerstiens. Isensee Verlag, Oldenburg 1987.
- Drache, kleiner Drache. Text: Rolf Krenzer. Echter Verlag, Würzburg 1993.
- Sebastian reist nach Sansibar. Text: Rolf Krenzer. Echter Verlag, Würzburg 1995.
- Carla – eine Geschichte über Epilepsie. Text: Silke Schröder. Ellermann Verlag, München 1996.